# Roestkruinprinia
De roestkruinprinia (Prinia khasiana) is een zangvogel uit de familie Cisticolidae. De vogel werd in 1876 geldig beschreven door de Britse natuuronderzoeker Henry Haversham Godwin-Austen als Suya khasiana.

## Kenmerken
De vogel is 16 tot 18 cm lang. Deze prinia heeft een lange staart en lijkt sterk op de zwartkeelprinia. Deze soort is iets groter en lichter en warmer bruin gekleurd van boven. In de broedtijd hebben volwassen vogels een opvallende witte baardstreep contrasterend met een zwarte keel en borst.

## Verspreiding en leefgebied
De soort komt voor in de noordoostelijke India en westelijk Myanmar. De leefgebieden liggen in half open landschappen, bosranden en terrein met struikgewas op hoogten tussen de 300 en 3000 meter boven zeeniveau.

## Status
Men vermoedt dat de populatie-aantallen stabiel zijn omdat er geen aanwijzingen zijn dat er substantiële bedreigingen. Daarom staat de vogel als niet bedreigd op de rode lijst van de IUCN.